# Пантала (Перуђа)
Пантала је насеље у Италији у округу Перуђа, региону Умбрија.
Према процени из 2011. у насељу је живело 1430 становника. Насеље се налази на надморској висини од 166 м.